# أبشار دوقلو
أبشار دوقلو (بالفارسية: آبشار دوقلو)، هو شلال في الجزء الشمالي من طهران، إيران، ويقع بالقرب من ملجأ شيربلا الواقع في الواجهة الجنوبية لجبل توتشال في جبال ألبرز.
يقع أبشار دوقلو على ارتفاع 2750 مترًا تقريبًا فوق مستوى سطح البحر، ويمكن الوصول إليه عبر طريق يمر عبر سربند، من با-غاليه إلى ملجأ شيربالا. واسم الشلال يعني حرفيًا (التوأم) وذلك يعود لشكله الطبيعي حيث يُشاهد شلالان يتدفقان.
يقع شلال دوقلو في مرتفعات دربند في منطقة شميران. يُعرف هذا الشلال بأنه أحد أكثر الشلالات جاذبية وإثارة في طهران. يشجع عددًا كبيرًا من الزوار على التقاط صور مختلفة و يمر أيضًا نهر جميل يسمى نهر دربند عبر وسط قرية دربند. أضاف هذا النهر إلى الطقس البارد اللطيف وجمال هذه المنطقة.

## لوحة كمال الملك للشلالات
رسم الرسام الإيراني البارز كمال الملك لوحة لأبشار دوقلو في القرن التاسع عشر.